# Grégory Arganese

a Compétitions nationales et continentales officielles uniquement.

Dernière mise à jour le 27 mai 2019.
Grégory Arganese (né le 15 septembre 1982 à Castres) est un joueur de rugby à XV franco-italien qui évoluait au poste de talonneur au sein de l'effectif de l'Aviron bayonnais (1,82 m pour 97 kg).

## Biographie
Le talonneur montalbanais n’avait jusqu'alors connu qu’un seul club : celui du Castres olympique, le club de son père, l’international Marco Arganèse. « Il jouait au temps des années folles » en dit-il. « Je dois dire que mon père m’a laissé le libre choix pour choisir le sport que j’allais pratiquer. Le rugby ne me tentait guère au début. J’ai donc débuté par le football, avant de venir finalement à la balle ovale ».
Grégory Arganese, outre le fait qu’il jouait à Castres en Top 16 (pas assez à son goût), a connu les sélections avec l’équipe d’Italie des moins de 21 ans et A, un retour aux racines familiales. Il aurait pu continuer d’évoluer à Castres : « J’avais envie de jouer beaucoup plus. Je sentais bien que l’on m’en donnerait pas l’opportunité. Sans vraiment jouer, je ne pouvais montrer mes qualités. Je cherchais un club ambitieux pour rebondir et Laurent Travers m’a appelé. J’ai dit oui. J’espère démontrer ce dont je suis capable ».

## Palmarès
- Champion de France de Pro D2 : 2006 et 2019
- trophée Éric Béchu
- Équipe d'Italie A
- Équipe d'Italie des moins de 21 ans